# Microplidus ruandanus
Microplidus ruandanus är en skalbaggsart som beskrevs av Schein 1956. Microplidus ruandanus ingår i släktet Microplidus och familjen Melolonthidae. Inga underarter finns listade i Catalogue of Life.